# Reapid, Hust
Reapid (în ucraineană Ряпідь) este un sat în comuna Berezovo din raionul Hust, regiunea Transcarpatia, Ucraina.

## Demografie
Componența lingvistică a localității Reapid
     Ucraineană (100%)
Conform recensământului din 2001, toată populația localității Reapid era vorbitoare de ucraineană (100%).